# Xanthorhoe solutata
Xanthorhoe solutata är en fjärilsart som beskrevs av Walker 1862. Xanthorhoe solutata ingår i släktet Xanthorhoe och familjen mätare. Inga underarter finns listade i Catalogue of Life.